# Авдеев, Павел Андреевич
Павел Андреевич Авде́ев (род. 26 сентября 1990, Гатчина, Ленинградская область) — российский футболист, защитник.

## Биография
Футболом начал заниматься в своём родном городе в ДЮСШ «Виктория». Затем перешёл в академию клуба «Краснодар». Выступал за дубль команды.
Позднее вернулся на родину. С 2011 года играл за ФК «Питер». После получения командой профессионального статуса остался в ней. Свой первый гол на профессиональном уровне забил в ворота ивановского «Текстильщика» 10 сентября 2012 года. Всего за клуб в том сезоне провёл 25 игр и забил 2 мяча.
После вылета «Питера» из второго дивизиона продолжил карьеру в Эстонии и подписал контракт с «Нарвой-Транс». Сыграл в Лиге Европы. 8 марта 2014 года открыл свой счёт голам в Мейстрилиге. Его мяч позволил «Нарве-Транс» на последних секундах встречи вырвать ничью у таллинского «Калева». В 2016 году провёл семь игр в первенстве ПФЛ за «Карелию».
С 2016 года играет в чемпионате Ленинградской области. Выступал за клубы ЛАЗ Луга (2016), «Гатчина» (2017—2018), СШ «Ленинградец» Гатчина (с 2019).

### Тренерская карьера
С 2019 года является одним тренеров спортшколы «Ленинградец» из Ленинградской области.